# 李劼 (围棋棋手)
李劼（1983年12月4日—），男，四川省成都市人，中国围棋职业六段棋手。他1997年入段，2008年7月升为六段。他获2003年第16届中国围棋名人战本赛四强，2008年第7届西南王战亚军。李劼于2008年年初结婚。

## 国内比赛成绩
2000年代表云南队，2001年至2005年及2008年至2010年代表四川娇子队参加围甲联赛。2003年进入第9届NEC杯本赛，首轮负于谢赫。2003年第16届中国围棋名人战本赛连胜吴肇毅、丁伟、邹俊杰进入半决赛，后负于邱峻。2008年第7届西南王战连胜谢赫、王檄、王磊杀入决赛，在决赛中负于古灵益，获得亚军。